# Jerry Stackhouse
Jerry Darnell Stackhouse (nascut el 5 de novembre de 1974 a Kinston, Carolina del Nord), és un jugador professional de bàsquet estatunidenc de l'NBA que actualment milita als Brooklyn Nets.

## Carrera

### Universitat
Va assistir la Universitat de Carolina del Nord des de 1993 fins a 1995, on va jugar amb Rasheed Wallace. Amb els Tar Heels va passar dues temporades, promitjant en l'última 19.2 punts i 8.2 rebots per partit. Per llavors eren inevitables les comparances amb Michael Jordan i es deia que Stackhouse era el seu successor.

### NBA
Va ser triat per Philadelphia 76ers en la tercera posició del Draft de l'NBA de 1995. En la seva primera campanya, Stackhouse va liderar al seu equip en anotació amb 19.2 punts per partits, sent nomenat en el millor quintet de rookies. En la temporada 1996-97, l'equip drafteà a Allen Iverson. Combinats, ambdós promitjaren 44.2 punts per partit per als 76ers.
A mitjan temporada 1997-98, va ser traspassat a Detroit Pistons amb Eric Montross per Theo Ratliff i Aaron McKie. En la temporada 1999-2000, la seva segona campanya completa amb els Pistons, Stackhouse promitjà 23.6 punts per partit. Un any més tard, va explotar fins als 29.8, anotant 57 punts als Chicago Bulls en l'última jornada de la lliga.
Durant l'estiu del 2002, Stackhouse va ser enviat a Washington Wizards en un traspàs que implicava a sis jugadors i que manava a Richard Hamilton a Detroit. En la seva primera temporada en els Wizards, Stackhouse va liderar a l'equip en anotació amb 21.5 punts per partit. A causa d'una artroscòpia al seu genoll dret, Stack es va perdre 26 partits de la campanya següent.
En la pretemporada de 2004, Stackhouse va ser traspassat juntament amb Christian Laettner i una primera ronda a Dallas Mavericks a canvi d'Antawn Jamison. Stackhouse va servir esplèndidament als Mavericks en el seu nou rol de sisè home, convertint-se en un dels millors de la lliga.